# 孟庙
孟庙，又称亚圣庙，位于中国山东省邹城市千泉街道南关，是祭祀儒家亚圣孟子的庙宇，与同在邹城的孟府、孟林合称“三孟”，1988年被列入第三批全国重点文物保护单位。

## 历史
孟庙始建年代不详。一般推测孟府的大规模修建与宋代孟子地位在整个儒家尊崇体系中的升高密切相关。北宋政和五年（1115年）正式得到朝廷承认。邹城纳入金朝疆域后衰败。宋景佑四年（1037年）、元丰七年（1084年）、政和四年（1114）、宣和三年（1121年）、金泰和八年（1208年）、元至元九年（1272年）、元贞元年（1295年）、泰定四年（1327年）、至顺二年（1331年）、至正二年（1335年）、明成化四年（1468年）、弘治十年（1497年）、嘉靖四十一年（1592年）、万历九年（1581年）、万历二十四年（1596年）、万历三十七年（1609年）、天启三年（1623年）、崇祯六年（1633年）、清康熙十二年（1673年）、康熙二十四年（1685年）、康熙五十八年（1719年）、乾隆元年（1736年）、乾隆二十六年（1761年）、乾隆四十八年（1783年）、嘉庆十年（1805年）、道光十六年（1836年）、同治十二年（1873年）皆曾修缮。今存主体建筑为清康熙年间修筑。孟庙在“文革”期间曾受到了不同程度的破坏，1980年以来进行了复原维修。

## 主要建筑
孟庙总计建有各型殿宇六十四座，碑亭二座，木坊四座，石坊一座。

### “继往圣”、“开来学”坊
位于棂星门两侧，尊崇孟子在儒家体系中作为孔子的继承者和后世儒学的开启者。

### 亚圣庙石坊
四柱三门，东侧竖有明万历九年（1581年）立《邹国亚圣公庙》石碑。据此可知，这座门坊的建置年代应在此之前。其石柱在“文化大革命”时遭到破坏，被刻上毛泽东诗句“四海翻腾云水怒，五洲震荡风雷激”，至今尚存。

### 泰山气象门
为孟庙仪门，其形制为歇山式斗栱承托三启。

### 亚圣木坊
位于孟庙西门大街上，始建于明天顺二年（1458年），其形制为四柱三门，檐下半拱十一踩五翘，正中悬山式坊顶。

### “孟母断机处”、“子思子作中庸处”、“孟母三迁祠”石碑
“孟母断机处”、“子思子作中庸处”、“孟母三迁祠”石碑是从孟庙外迁至孟庙内保护的。

### 天震井
位于亚圣殿前的露台下（甬道东侧），井口石栏建于清道光十一年（1831年）。

### 亚圣殿
其形制为七楹、绿色琉璃瓦覆顶、重檐歇山式宫殿型建筑。高17米，进深20.48米，横宽27.7米，系康熙十二年（1673年）重建。正中门额悬清高宗御笔“道阐尼山”横匾，藻井下，悬清世宗手书“守先待后”金匾。大殿正中供奉1986年重塑的孟子衮冕像，东侧神龛内，供奉着孟子弟子乐正子塑像。亚圣殿于“文化大革命”期间的1968年，殿内神龛、塑像、匾联祭器均被破坏，1985年整修复原。

### 东西两庑
今存两庑为清代建筑，其形制为七楹，高7.8米，纵深8.35米，横宽25.28米，先儒高子、屋庐连、韩愈、季孙氏、孟仲子、孔道辅、万章、充虞、彭更、徐辟、咸邱蒙、公都子、盆成括、浩生不害、公孙丑、陈臻、钱唐、子叔疑等从祀。祭祀孟子夫人田氏。其形制为五楹歇山式建筑，高10.67米，纵深12.58米。

### 启圣殿
祭祀孟子父亲。其形制为五楹单檐歇山式建筑。高9.97米，纵深10.60米。文革期间，殿内龛、像中被毁，1986年恢复塑像。

### 孟母殿
祭祀女教育家孟子母亲（宣献夫人）。高7.80米，东西横宽10.98米，南北纵深9.53米。东壁神龛安放孟子自刻为母殉葬石像。

### 致严堂
是祭祀前沐浴、更衣、斋戒之所。

### 祧主祠
是孟氏远祖之庙，建于清道光十年（1830年），其形制为三楹，高7.45米，东西横宽10米。以孟子为不祧之祖，正中悬“孟氏大宗祧主祠”匾。